# Tittut

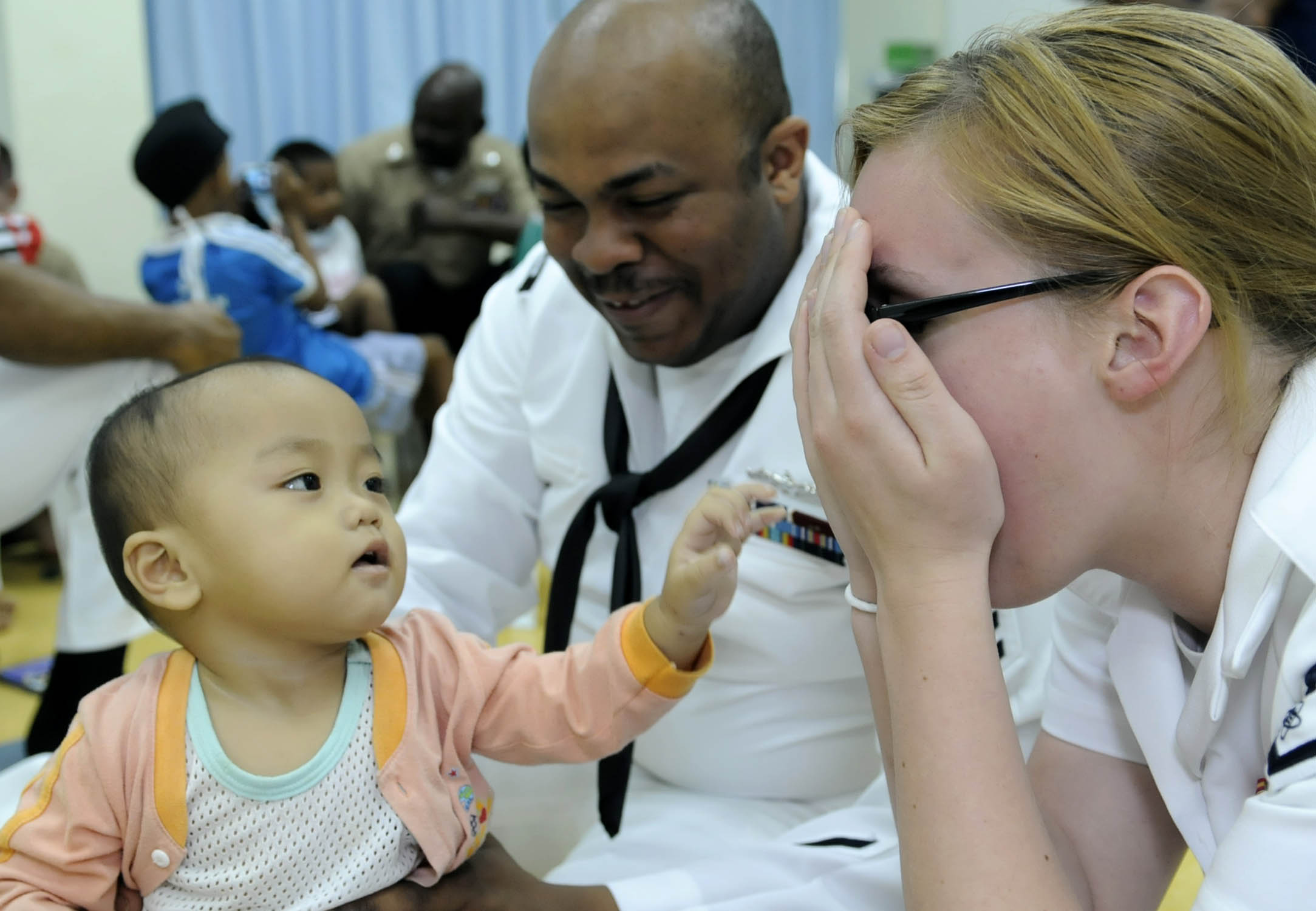
En kvinna leker tittut med ett litet barn.

Tittut är en lek som ofta leks med spädbarn. Den går ut på att den ena parten (vanligen en vuxen) döljer sitt ansikte med händerna eller gömmer sig för att plötsligt kika fram och ropa "Tittut!".
Leken visar på spädbarnets oförmåga att förstå tingens varaktighet då de inte är synliga för tillfället. Enligt psykologen Jean Piaget som genomfört ett flertal experiment inom ämnet är det först efter 8-9 månader som barnet får en känsla för att något faktiskt är borta.